# Gryfów Śląski (gemeente)

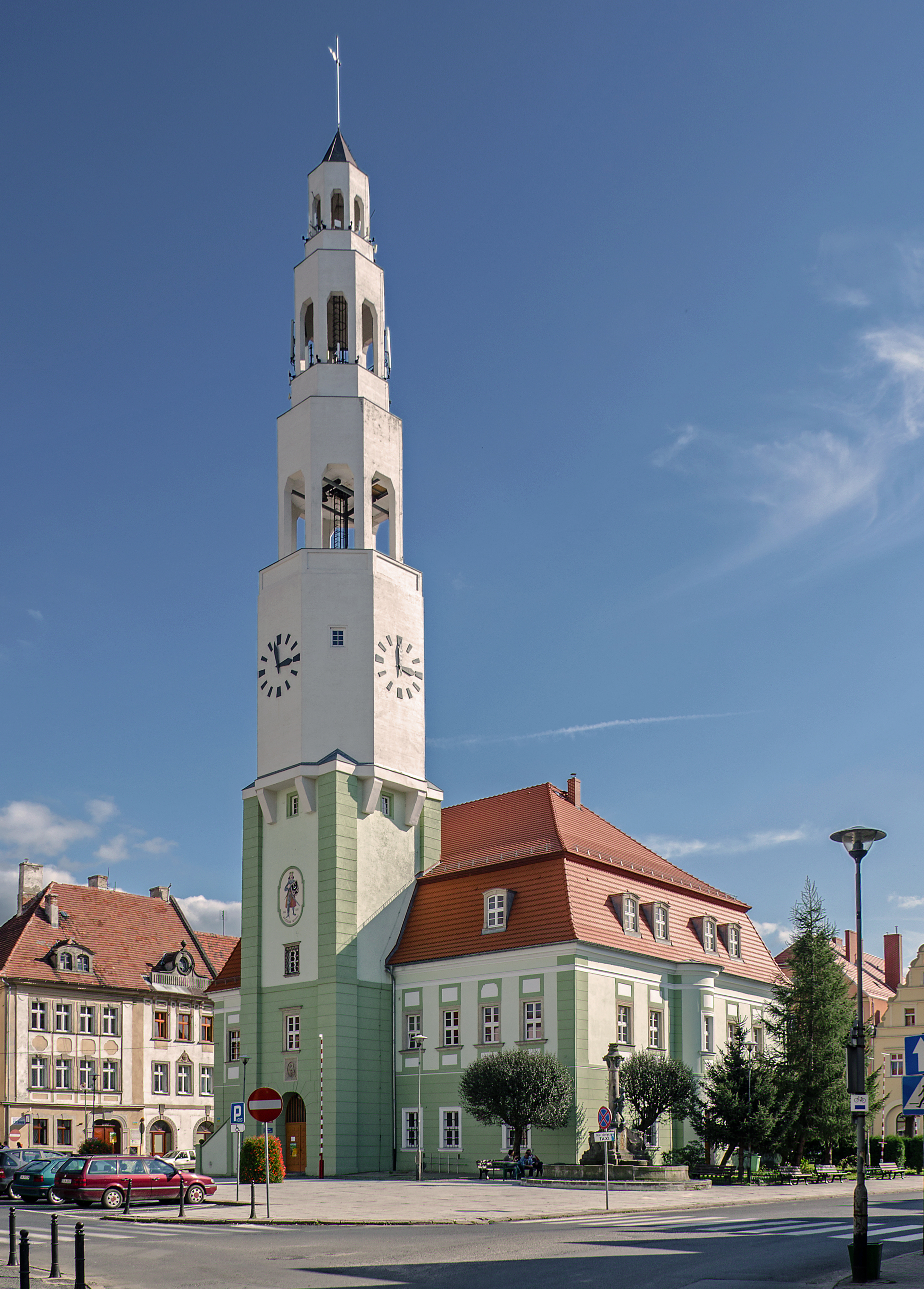
Gemeentehuis

De gemeente Gryfów Śląski is een stad- en landgemeente in het Poolse woiwodschap Neder-Silezië, in powiat Lwówecki.
De zetel van de gemeente is in Gryfów Śląski.
Op 30 juni 2004 telde de gemeente 10 416 inwoners.

## Oppervlakte gegevens
In 2002 bedroeg de totale oppervlakte van gemeente Gryfów Śląski 66,61 km², waarvan:
- agrarisch gebied: 62%
- bossen: 24%

De gemeente beslaat 9,38% van de totale oppervlakte van de powiat.

## Demografie
Stand op 30 juni 2004:
| Omschrijving                   | Totaal | Totaal | Vrouwen | Vrouwen | Mannen | Mannen |
| ------------------------------ | ------ | ------ | ------- | ------- | ------ | ------ |
| eenheid                        | aantal | %      | aantal  | %       | aantal | %      |
| inwoners                       | 10 416 | 100    | 5380    | 51,7    | 5036   | 48,3   |
| bevolkingsdichtheid (inw./km²) | 156,4  | 156,4  | 80,8    | 80,8    | 75,6   | 75,6   |

In 2002 bedroeg het gemiddelde inkomen per inwoner 1303,1 zł.

## Administratieve plaatsen (sołectwo)
Krzewie Wielkie, Młyńsko, Proszówka, Rząsiny, Ubocze, Wieża, Wolbromów.

## Aangrenzende gemeenten
Leśna, Lubań, Lubomierz, Lwówek Śląski, Mirsk, Olszyna